# Accademia degli Incamminati

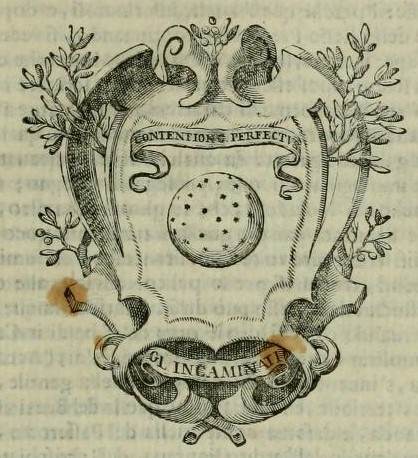
Accademia degli Incamminati

La Accademia degli Incamminati conocida también como Accademia dei Desiderosi (en un primer momento) o bien Academia ecléctica fue la primera academia de arte barroco en Italia.

## Historia
Fue fundada en 1590 en Bolonia por los tres pintores Carracci (Agostino, Annibale y Ludovico) aunque su principal mentor fue Annibale, gracias a su personalidad más fuerte. Muy en la línea de aquellos tiempos, no tardaron los miembros en elegir un emblema heráldico para la nueva academia: consistía en una esfera celeste en cuyo centro se podía ver la constelación de la Osa Menor. También escogieron un lema latino: «CONTENTIONE PERFECTUS».
El objetivo de este instituto de pintores era garantizar una formación completa a nivel práctico como teórico no solo en arte sino también en otras actividades consideradas menores para aquellos tiempos. 
El estilo propuesto por esta Academia era un «ideal ecléctico» que quería tomar:

en Rafael la gracia femenina de la línea, en Miguel Ángel la fuerza muscular, en el Tiziano el colorido fuerte y en el Correggio el colorido suave
Cirici Pellicer (1963:75)

Así, lo expresaba el mismo Agostino a Niccolo dell'Abate en un conocido soneto y así también lo tematizó Giovanni Paolo Lomazzo en su obra Idea del tempio della pittura (1591).
En la Academia los artistas podían diseñar desnudos a partir de modelos vivos, prohibidos por la Iglesia durante la contrarreforma. El nacimiento de esta y otras academias indica el deseo de los artistas de ser considerados al mismo nivel que los poetas y músicos y no solo como simples artesanos.
Bien pronto la Academia abrió sus puertas a toda clase de intelectuales que lo hicieron su punto de reunión: Melchiorre Zoppio (médico) o Giovanni Antonio Magini (astrónomo) frecuentaban la Academia.